# Listen!!
《Listen!!》은 방과후 티타임의 싱글 음반이다. 2010년 4월 28일 포니 캐니언에서 발매했다.

## 개요
- TBS 계열 TV애니메이션 케이온!!의 엔딩 테마. 오프닝 테마인 GO! GO! MANIAC와 동일 발매
- 방과 후 티타임이란 '케이온!'시리즈에 등장하는 히라사와 유이·아키야마 미오·타이나카 리츠·코토부키 츠무기·나카노 아즈사의 밴드 유닛. 노래는 각 캐릭터의 성우인 토요사키 아키, 히카사 요코, 사토 사토미, 코토부키 미나코, 타케타츠 아야나.
- Listen!!에선 히카사 요코(아키야마 미오 역)가 메인 보컬, 다른 4명이 코러스를 담당하였다.

## 수록곡
1. Listen!! (3:47)
작사 : 오오모리 쇼우코, 작곡 : 마에자와 히로유키, 편곡 : 코모리 시게오
TV애니메이션 《케이온!!》 엔딩 테마
2. Our MAGIC (4:12)
작사 : 오오모리 쇼우코, 작곡 : 타무라 신지, 편곡 : 코모리 시게오
3. Listen!! (instrumental)
4. Our MAGIC (instrumental)

## 같이 보기
- 케이온!!
- GO! GO! MANIAC